# Ones P

Avançament d'Ona P plana

Les ones P (ones primàries o ones de pressió) són un dels dos tipus principals d'ones corporals elàstiques, anomenades ones sísmiques en sismologia. Les ones P viatgen més ràpidament que altres ones sísmiques i, per tant, són el primer senyal d'un terratrèmol que arriba a qualsevol lloc afectat o a un sismògraf. Les ones P es poden transmetre a través de gasos, líquids o sòlids.
El nom d'ona P pot significar una ona de pressió (ja que es forma a partir de compressions i rarefaccions alternes) o ona primària (ja que té una gran velocitat i, per tant, és la primera ona que es registra per un sismògraf). El nom d'ona S representa un altre mode de propagació d'ones sísmiques, que significa ona secundària o de cisalla.

Zona d'ombra d'ones P (USGS)

Les ones primàries i secundàries són ones corporals que viatgen dins de la Terra. El moviment i el comportament de les ones P i S a la Terra es controlen per sondejar l'estructura interior de la Terra. Les discontinuïtats en la velocitat en funció de la profunditat són indicatives de canvis de fase o composició. Les diferències en els temps d'arribada de les ones originades en un esdeveniment sísmic com un terratrèmol com a resultat de les ones que prenen diferents camins permeten mapejar l'estructura interna de la Terra.
Gairebé tota la informació disponible sobre l'estructura de l'interior profund de la Terra prové d'observacions dels temps de viatge, reflexions, refraccions i transicions de fase de les ones sísmiques del cos. Les ones P viatgen a través de les capes fluides de l'interior de la Terra i, tanmateix, es refracten lleugerament quan passen per la transició entre el mantell semisòlid i el nucli extern líquid. Com a resultat, hi ha una "zona d'ombra" d'ones P entre 103° i 142° de latitud respecte l'epicentre (Imatge adjunta).
| Tipus de roca      | Velocitat [m/s] |
| ------------------ | --------------- |
| Gres no consolidat | 4.600–5.200     |
| Gres consolidat    | 5.800           |
| Shale              | 1.800–4.900     |
| Calcària           | 5.800–6.400     |
| Dolomita           | 6.400–7.300     |
| Anhidrita          | 6.100           |
| Granit             | 5.800–6.100     |
| Gabre              | 7.200           |